# Нюз-Форест (Північна Кароліна)
Нюз-Форест (англ. Neuse Forest) — переписна місцевість (CDP) в США, в окрузі Крейвен штату Північна Кароліна. Населення — 2110 осіб (2020).

## Географія
Нюз-Форест розташований за координатами 34°57′52″ пн. ш. 76°56′40″ зх. д. / 34.96444° пн. ш. 76.94444° зх. д. (34.964563, -76.944583).  За даними Бюро перепису населення США в 2010 році переписна місцевість мала площу 8,24 км², з яких 8,18 км² — суходіл та 0,05 км² — водойми.

## Демографія
Згідно з переписом 2010 року, у переписній місцевості мешкало 2005 осіб у 772 домогосподарствах у складі 619 родин. Густота населення становила 243 особи/км².  Було 824 помешкання (100/км²).
Расовий склад населення:
| - 86,0 % — білих - 6,6 % — чорних або афроамериканців - 2,9 % — азіатів - 0,2 % — вихідців з тихоокеанських островів - 0,1 % — корінних американців |

До двох чи більше рас належало 3,2 %. Частка іспаномовних становила 5,4 % від усіх жителів.
За віковим діапазоном населення розподілялося таким чином: 24,2 % — особи молодші 18 років, 59,5 % — особи у віці 18—64 років, 16,3 % — особи у віці 65 років та старші. Медіана віку мешканця становила 41,0 року. На 100 осіб жіночої статі у переписній місцевості припадало 98,5 чоловіків;  на 100 жінок у віці від 18 років та старших — 97,5 чоловіків також старших 18 років.
Середній дохід на одне домашнє господарство  становив 85 267 доларів США (медіана — 71 738), а середній дохід на одну сім'ю — 92 121 долар (медіана — 76 339). За межею бідності перебувало 2,7 % осіб, у тому числі 0,0 % дітей у віці до 18 років та 12,2 % осіб у віці 65 років та старших.
Цивільне працевлаштоване населення становило 792 особи. Основні галузі зайнятості: освіта, охорона здоров'я та соціальна допомога — 21,2 %, публічна адміністрація — 18,6 %, роздрібна торгівля — 17,8 %.